# Glaciers d'Islande
Les glaciers (jökull en islandais) couvrent 11,1 % de la surface terrestre de l'Islande (environ 11 400 km² sur une surface totale de 103 125 km²) et ont un impact considérable sur son paysage.
Beaucoup de glaciers islandais se trouvent au-dessus de volcans, tels que Grímsvötn et Bárðarbunga, qui se trouvent sous le plus grand glacier, Vatnajökull. La caldeira de Grímsvötn est de 100 km², et celle de Bárðarbungu est de 60 km². Quand une activité volcanique se produit sous un glacier, l'eau résultant de la fonte peut mener à une soudaine débâcle glaciaire connue en islandais sous le nom de jökulhlaup.
De violentes tempêtes amènent aux côtes d'Islande des blocs énormes de glace détachés du Groenland distant de 287 kilomètres.

## Les plus grands glaciers par superficie
| Vatnajökull Langjökull Hofsjökull Mýrdalsjökull Drangajökull Eyjafjallajökull Tungnafellsjökull Þórisjökull Eiríksjökull Þrándarjökull Tindfjallajökull Torfajökull Snæfellsjökull |

| Vatnajökull Langjökull Hofsjökull Mýrdalsjökull Drangajökull Eyjafjallajökull Tungnafellsjökull Þórisjökull Eiríksjökull Þrándarjökull Tindfjallajökull Torfajökull Snæfellsjökull |

|    | Glacier           | Superficie km² | Volume km³ | Altitude m | Coordonnées                  |
| -- | ----------------- | -------------- | ---------- | ---------- | ---------------------------- |
| 1  | Vatnajökull       | 8 300          | 3 100      | 2 109,6    | 64° 24′ N, 16° 48′ O         |
| 2  | Langjökull        | 953            | 195        | 1 360      | 64° 45′ N, 19° 59′ O         |
| 3  | Hofsjökull        | 925            | 208        | 1 765      | 64° 49′ N, 18° 49′ O         |
| 4  | Mýrdalsjökull     | 596            | 140        | 1 493      | 63° 40′ N, 19° 06′ O         |
| 5  | Drangajökull      | 160            |            | 925        | 66° 09′ N, 22° 15′ O         |
| 6  | Eyjafjallajökull  | 78             |            | 1 666      | 63° 38′ N, 19° 36′ O         |
| 7  | Tungnafellsjökull | 48             |            | 1 535      | 64° 45′ N, 17° 55′ O         |
| 8  | Þórisjökull       | 32             |            | 1 350      | 64° 32′ 31″ N, 20° 42′ 56″ O |
| 9  | Eiríksjökull      | 22             |            | 1 672      | 64° 46′ 24″ N, 20° 24′ 34″ O |
| 10 | Þrándarjökull     | 22             |            | 1 236      | 64° 42′ 08″ N, 14° 54′ 09″ O |
| 11 | Tindfjallajökull  | 19             |            | 1 462      | 63° 48′ N, 19° 35′ O         |
| 12 | Torfajökull       | 15             |            | 1 190      | 63° 53′ 39″ N, 19° 07′ 37″ O |
| 13 | Snæfellsjökull    | 11             |            | 1 446      | 64° 48′ 32″ N, 23° 46′ 16″ O |

Ces 13 plus grands glaciers ont une superficie globale de 11 181 km² (sur environ 11 400 km² pour tous les glaciers d'Islande).